# Trophithauma rostrata
Trophithauma rostrata is een vliegensoort uit de familie van de bochelvliegen (Phoridae). De wetenschappelijke naam van de soort is voor het eerst geldig gepubliceerd in 1903 door Melander and Brues.